# Johan Bonnier
Johan "Joja" Jacob Bonnier, född den 4 december 1917 i Oscars församling i Stockholm, död där den 19 september 2001, var en svensk direktör och delägare inom Bonnierkoncernen.
Han var son till Tor Bonnier och far till bland andra Carl-Johan Bonnier och Albert Bonnier samt farfar till Martina Bonnier.
Johan Bonnier intresserade sig särskilt för Dagens Nyheter och Expressen, i vars styrelser han under ett par decennier representerade familjen.